# Frau mit Stirnlocke

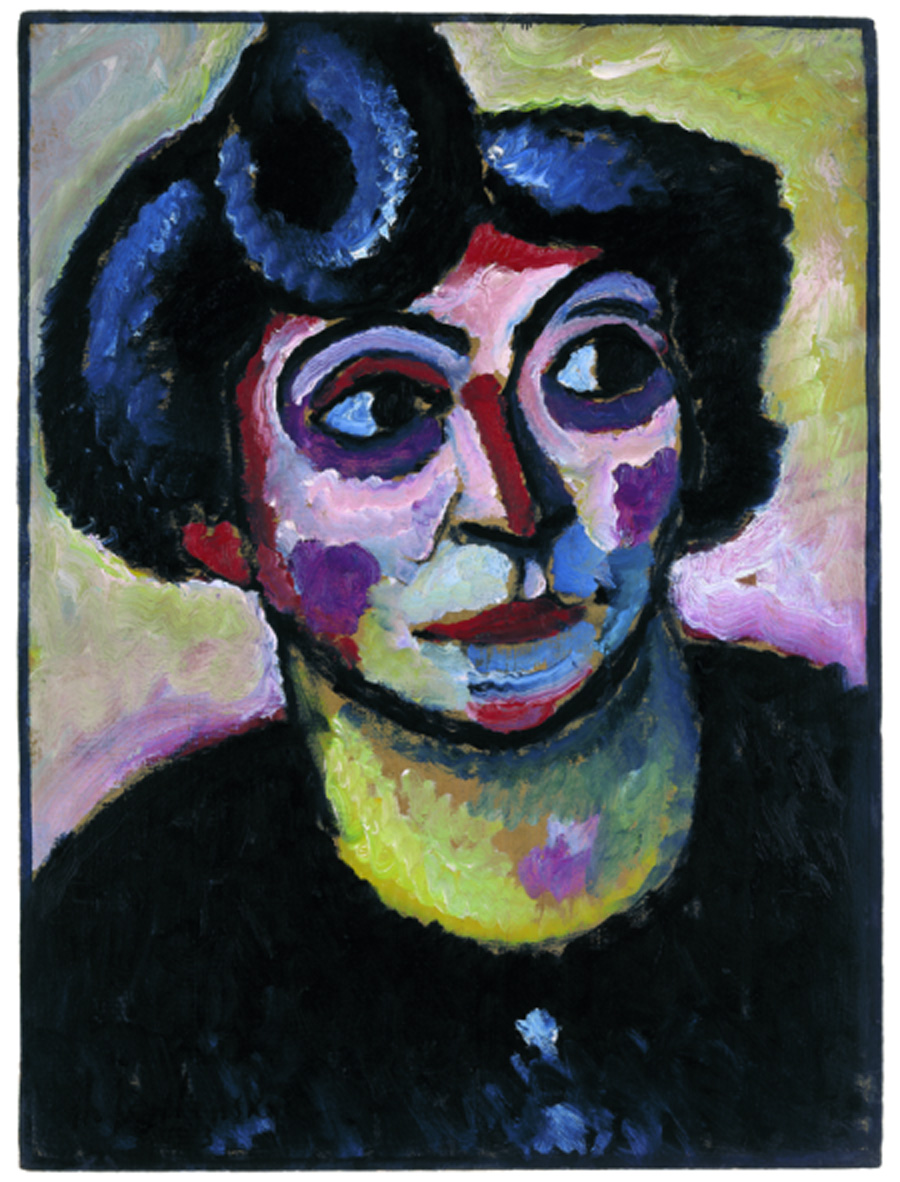

Frau mit Stirnlocke ist der Titel eines Gemäldes des deutsch-russischen Malers Alexej Jawlensky, das er 1913 malte. 1949 wurde es von dem damaligen Museumsdirektor Clemens Weiler für das Museum Wiesbaden erworben. Es trägt die Inventar-Nummer M 387.

## Technik und Bildträger
Bei dem Porträt „Frau mit Stirnlocke“ handelt es sich um ein Ölgemälde auf Karton im Hochformat, 67,5 × 50,4 cm. Es ist im Bild unten links signiert „A. Jawlensky“ und datiert „1913“. Rückseitig bezeichnet (mit schwarzem Pinsel): „A. Jawlensky/1913“. Das Bild ist verzeichnet im „Katalog der Gemälde“ von Weiler von 1959, im „Catalogue Raisonné“ von 1991 des Jawlensky-Archivs, 1997 im Jawlensky-Bestandskatalog des Museums Wiesbaden, 2014 im Ausstellungskatalog „Horizont Jawlensky“ 2014.

## Stilwandel
Das Jahr 1913 brachte eine Wandlung des Malstils von Jawlensky. „Er gab das quadratische Format auf. Seine Formate wurden höher und schmaler. Die Gesichter sind mehr in die Länge gezogen. Die Farbe zieht sich zurück, sie wird gedämpfter. Das Blau beginnt vorzuherrschen. Selbst das Rot und das Grün werden hintergründiger, und im Gesicht beginnt bereits das Kreuz sich abzuzeichnen durch die Waagerechte der Augen und die Senkrechte der Nase. Der Kubismus, wie er ihm schon 1908 durch Picasso und Derain begegnet war, wurde jetzt aufgenommen, nicht von außen angelegt wie bei so vielen, sondern zum Ordnungsprinzip erhoben. Was vorher das Gesicht als kubisch-quadratischer Rahmen umgeben hat, wurde jetzt hereingeholt und verwandelte sich dadurch notwendig in die dem Kubus innewohnenden kreuzförmigen Bewegungsrichtungen, wobei die transluzide Farbe die Funktion der Tiefendimension zu übernehmen hatte. Die Senkrechte wurde durch die sich immer stärker abzeichnende Dreiecksform der Stirne überhöht, während die Waagerechte in den übergroßen Augen hervorgehoben wurde.“

## „Ein Grabstein irrt“?
„Die ‚Frau mit Stirnlocke‘ ist Helene Nesnakomoff, die Jawlensky nach 27 Jahren gemeinsamen Lebens am 20. Juli 1922 in Wiesbaden heiratete. Ihr gemeinsamer Sohn Andreas war damals 20 Jahre alt. Auf dem russischen Friedhof in Wiesbaden ist Helene neben Jawlensky beerdigt. Obwohl Helene von Jawlensky auf vielen Bildern verewigt wurde, wußte man bislang nur Weniges und Ungenaues über diese Frau. Ihr Mädchenname Nesnakomoff, der in der Übersetzung ‚eine Unbekannte‘ lautet, scheint fast wie ein Signum ihr Leben bestimmt zu haben. Eine weitgehend Unbekannte blieb Helene auch den Freunden Jawlenskys, wie der Bericht von Elisabeth Erdmann-Macke verdeutlicht.“ […] Daß es im Leben und Werk von Jawlensky viele Geheimnisse gibt, die manchmal nur sehr schwer zu lüften sind, ist in Wiesbaden nicht unbekannt. Und so registrierte man hier auch sehr gelassen auf einen ausführlichen Presseartikel über die fehlerhafte Schreibweise auf dem Grabstein von Helene und Alexej Jawlensky auf dem Wiesbadener russischen Friedhof. Dessen Schlagzeile lautete: „Ein Grabstein irrt“. Auf diesem Grabstein steht nämlich, Helene sei 1881 geboren. Als dann jedoch auf der großen Jawlensky-Ausstellung 1983 in München einer großen Öffentlichkeit ein Porträt mit dem Titel „Helene (fünfzehnjährig), 1900“, gezeigt wurde, das Jawlensky eigenhändig signiert und datiert hat, fragten im Museum Wiesbaden viele Interessierte nach, ob der Grabstein irrt oder gar die Signatur und die Datierung auf dem Jawlensky-Bild falsch seien? Denn man hatte nachgerechnet: 1900 minus 15 ergeben ein Geburtsdatum von 1885 für Helene. Wäre das Geburtsdatum 1881 auf dem Grabstein richtig, so würden die Angaben des Jawlensky-Kataloges der Münchener Ausstellung nicht stimmen.
Letztere Darstellung fand zwischenzeitlich Unterstützung durch die Wiesbadener Jawlensky-Ausstellung von 2014, wo das Gemälde ebenfalls vertreten war. Die Münchener Datierung „Helene (fünfzehnjährig), 1900“ wurde nicht mehr akzeptiert, erfuhr indes eine wesentliche Veränderung und lautet heute „um 1900“. Diese Umänderung bedeutet nicht nur für dieses Gemälde: Fremde Hände sind am Werk von Jawlensky. Nunmehr ist die Eigenhändigkeit des Künstlers von Datierung und Signatur in Frage gestellt.